# DN56C
DN56C este un drum național lung de 60 km, care face legătura între DN56A la Salcia, Mehedinți și DN56B la Burila Mare, Mehedinți.